# 新竹・台中地震
新竹・台中地震（しんちく・たいちゅうじしん）は、1935年（昭和10年）4月21日午前6時2分、大日本帝国台湾新竹州南部の大安渓中流域（北緯24度21分、東経120度49分）を震源として発生した地震である。地震の規模はM7.1。新竹州と台中州を中心に大きな被害を出し、死者数は台湾史上最多となった。

## 被害
被害は新竹州竹南郡、苗栗郡、大湖郡、台中州豊原郡、大甲郡に集中した。
- 人的被害
  - 死者：3,279名
  - 負傷者：11,976名

- 物的被害
  - 家屋全壊：17,927戸
  - 家屋半壊：11,446戸
  - 家屋大破：9,836戸
  - 家屋小破：15,583戸
  - 非住家の損害：6,893棟

最大の余震は、7月17日午前0時19分に後龍渓河口付近で発生したM6.2の地震である。